# 西環永安公司倉庫大火
西環永安公司倉庫大火指在1948年9月22日發生於香港西環屈地街電車總站旁永安公司貨倉的大火，當日早上8時05分起火，兩個倉庫全部焚燬。是次大火死亡人數達176人，為二次大戰後至今香港死亡人數最多的火災。

## 肇事地點

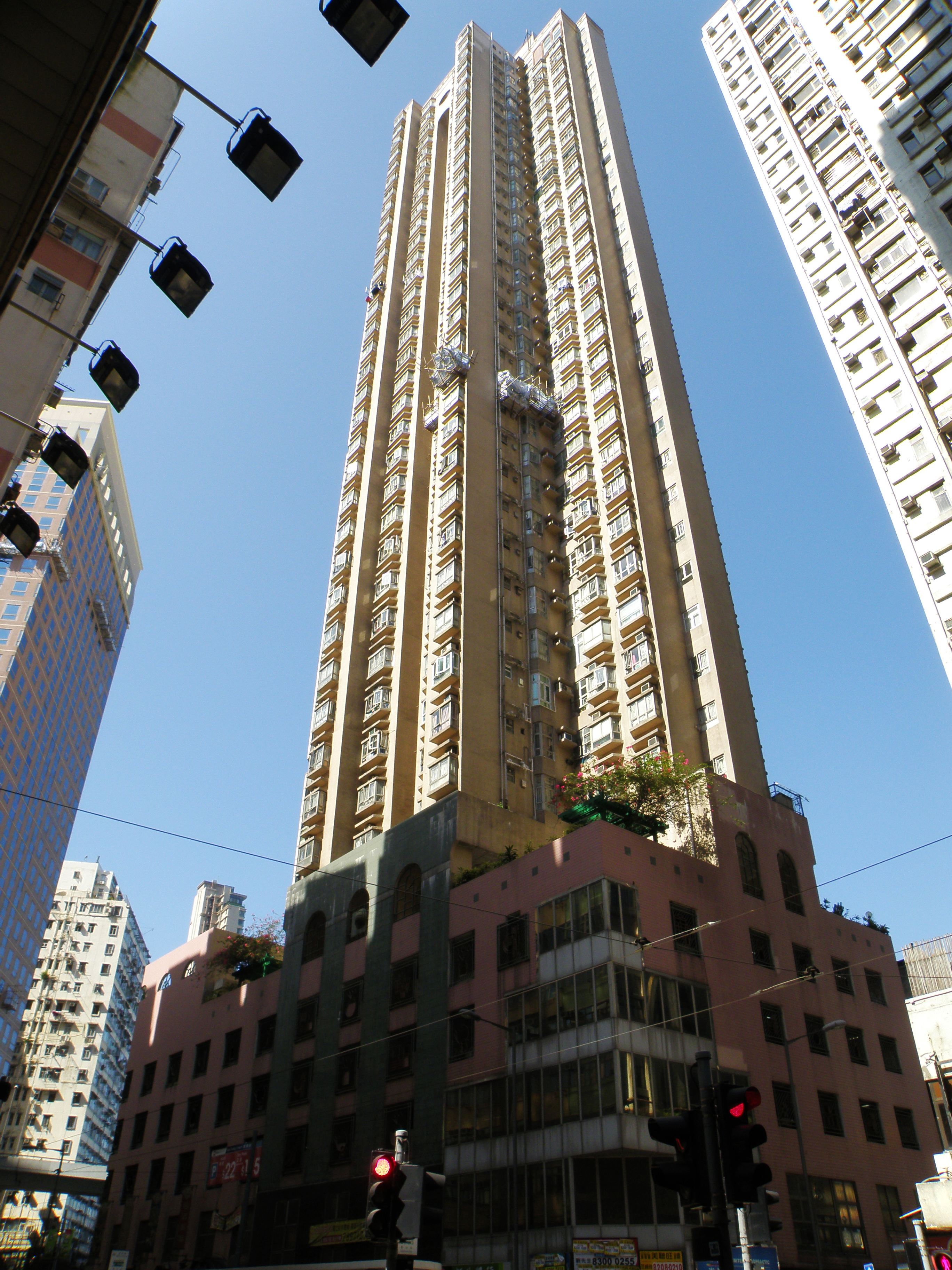
西環永安公司起火貨倉舊址現為龍豐閣，平台下層是名店廣場。

永安公司在石塘咀共有三個貨倉，作品字形排列，最先起火的第六號倉位於電車路361號，是一列九間，每間五層的唐樓，門牌編號由351至367號，地下用作貨倉，分別為五號、六號及七號貨倉，中間六號為危險倉，存放有膠片、瀝青、哥士的等易燃貨品；其上四層為一般住宅，大部分由永安公司的職員及家屬居住。背靠這列唐樓面向海旁新建的二號、三號及四號大倉亦被波及，大倉採用加強三合土建造，主要儲存棉紗及紙張；而在這兩組貨倉東面的一號倉幸未受影響。起火貨倉西面毗連的為渣華輪船公司（Royal Inter-Ocean Lines，舊址即現在的香港商業中心），而貨倉對面正正是於戰前曾發生爆炸大火的煤氣鼓。

## 事發經過
1948年9月22日上午8時05分六號貨倉突然發生爆炸，面向電車路的牆壁被炸穿一個大洞，28個裝載膠片的鐵桶從洞內飛出，直飛對面的煤氣公司，幸有圍牆阻擋才不致造成更大災難。火勢一發不可收拾，適籍早晨樓上住客才剛起床，大火已直撲樓上，部分住客利用騎樓的天梯爬上天台暫避，亦有趕不及的住客從居所跳下逃生。
中區消防總局接報後，派出第三及第十三號消防車約於10分鐘後抵達現場，由於火勢猛烈，隨即電請增援，由西人區隊長布朗（C.W. Browne）及華人區隊長楊炳貴、翟成績率領三輛消防車及兩輛救護車到場施救，但火場範圍廣闊，需要再次增援，通令全港九消防及救護人員全體出動，從消防總局及各區分局增派九輛消防車、四輛救護車及兩艘滅火輪，駐港英國陸軍亦派出一輛消防車，東華醫院、東華東院、瑪麗醫院及聖約翰救傷隊派出救護車到場協助運送傷者入院，聖約翰救傷隊亦出動從旁協助，代理消防局長布蘭（C.W. Brand）及代理消防副局長鐵尼地（H. Tiplady）亦親自到場指揮。
上午9時30分大火蔓延到背後的大倉。而煤氣公司為防被波及亦將煤氣鼓儲存的煤氣釋放到海裹，同時通報最接近的加倫臺居民暫時遷出。下午下傾盆大雨一度減緩火勢，起火的電車路貨倉火勢在下午4時撲滅，但海旁大倉的火勢卻不受控制，倉內儲存的顏料隨救火的水流到海中，將海水染成黃黃綠綠。與大倉相隔一條冷巷的渣華輪船公司數度告急，職員忙於將重要文件搬離現場。直到晚上8時，已與火災搏鬥半天的消防員筋疲力竭，7名消防員需送院治療。晚上9時45分大倉燒通頂。深夜11時駐港英國海軍的消防船亦開到增援。
火災發生後永安公司在屬下的大東酒店設立臨時職員報到處，以便紀錄生還、失蹤及死亡職員人數，而二、三、四樓作為受災職員及家眷臨時居所。而災場附近的廣州酒家則成為臨時控制中心，並為救災人員提供免費飲食。而因電車路火災，香港電車公司則暫停營運由急庇利街（上環街市）到堅尼地城的電車服務。
9月23日整天灌救而尤有餘燼未熄，上午9時由九龍區消防員接替已辛勞25個小時的香港島同袍，而香港童軍亦派出九龍第八旅、香港第十三、廿三旅等約50人協助維持秩序。同日港督葛量洪亦取消休假，從滬返港。
9月24日下午3時葛量洪巡視災場，當港督離開後，警務處處長麥景陶接著亦到場觀察。大倉餘燼未熄，一艘滅火輪仍然留守，消防員開喉兩枝射向火場。9月25日由於大倉存有大量棉花、白米及桐油雜貨，堆積如山，餘燼仍然未熄。9月26日香港天文台於正午12時30分懸掛8號風球，滅火輪駛離避風，但第二號及第四號倉火燼熄滅後又再復燃，消防員將倉內已燃著的棉花搬出拋下海中。9月27日於清晨5時35分除下8號風球，只餘一小隊6名消防員開喉一枝射向火場。9月28日火燼完全熄滅。

## 傷亡人員
火災房屋中永安公司職員佔十多家，約70至80人，另有一個獨身職員宿舍約有20多人，單永安員工及家眷已有百多人，其餘各層住客合共亦在百人上下，故受災人數約在200人左右。
9月22日在火災現場撿獲11具屍體；9月23日衛生局人員在電車路貨倉發掘出115具燒焦屍體，而在醫院傷重逝世的有13人，在首兩日確實的死亡人數已達139人。9月24日在現場再撿獲1具屍體，再有4人在院傷重逝世，死亡人數升到144人。永安公司罹難的職員由公司負責安葬荃灣華人永遠墳場。9月25日92具無人認領或難以辨認的屍體移送七號墳場安葬，後來墳場限期屆滿，下葬的骸骨於1956年1月遷葬至沙嶺公墓。9月26日再在災場發現一具小孩骸骨，罹難人數增到145人。

## 調查委員會
1948年10月5日香港政府成立「永安倉火災調查委員會」，由黎諾斯法官（副按察司，Justice J. Raynolds）領導，委員包括立法局非官議員馬殊（鐵行公司總經理）、郭贊（東方匯理銀行華經理）、勞冕儂（萬興行經理）及稍後任命的利沙民，由薩比（T.D. Sorby）擔任秘書，委員會的任務為「1948年9月22日及以後數日內德輔道西351-367號左近及干諾道西二、三、四號貨倉失火，因而發生損失及傷亡，由該委員會調查其原因及責任，並建議應採取步驟，以避免將來發生同類事件。」
1949年6月28日，委員會完成調查後經法庭作出裁決，正式公佈大火死傷者人數，死亡及失蹤者確定達176人，然而由於災場部份死者被燒成灰燼，無法獲得全屍去統計，而當時警方曾經以最大努力尋找失蹤人士下落，包括在報章刊登通告命令失蹤人士要向警方報到，惟長時間後仍沒有音訊，因此警方間接承認是役共有176人罹難。64人於火場受傷，另有5名途人在街上受傷，即傷者共69名。至於永安公司總經理郭琳褒及永安倉管理人林雲鉅因涉嫌與案有關，法官認為被告人毫無犯罪意圖，純屬疏忽，而本案之控罪與火災之結果及損失無關，因此僅決定將兩被告記過了事。